# Rozmnožování člověka

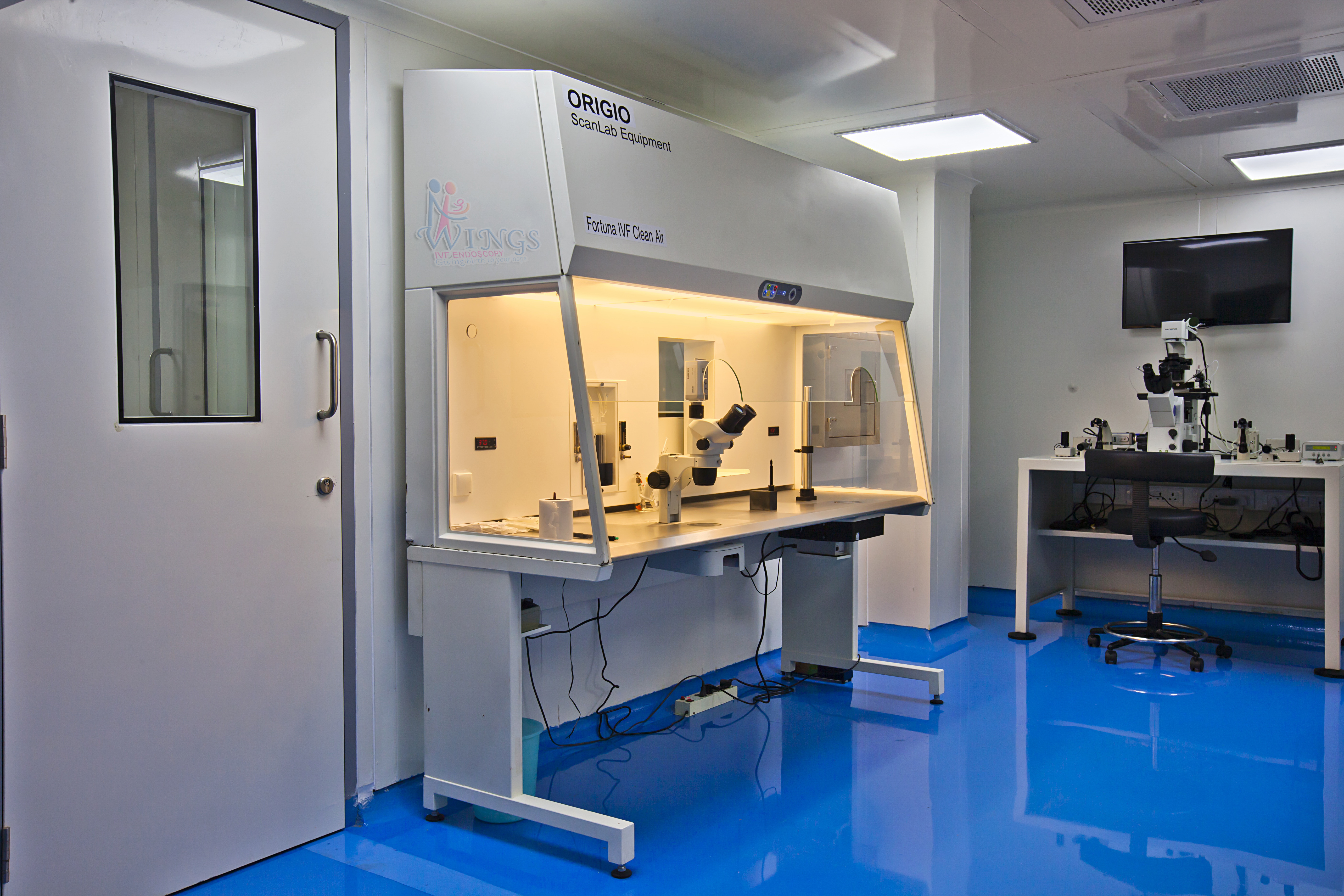
Laboratoř embryí v Oakland, CA, USA

Rozmnožování člověka je forma pohlavního rozmnožování. Osou rozmnožování člověka je pohlavní styk mezi mužem (samcem) a ženou (samicí), který vyústí v těhotenství a posléze porod. Výjimečně se vyskytuje tzv. polyembryonie, při níž se rýhující vajíčko dělí za vzniku jednovaječných dvojčat (celosvětově cca 0,3 – 0,4 % těhotenství).
Samčí rozmnožovací soustava se skládá z dvou hlavních orgánů, penisu a varlat. Oba orgány jsou uloženy mimo břišní dutinu (varlata proto aby mohla být regulována teplota spermatu). Spermie, mužské pohlavní buňky, jsou menší, než samičí vajíčko, a žijí asi dva týdny. Díky své krátké době trvání musí být spermie produkovány po celu dobu pohlavní zralosti.
Samičí reprodukční systém se rovněž skládá z několika částí – vaginy a dělohy, v nichž probíhá příjem spermatu a oplození, a vaječníků, v nichž samotná vajíčka vznikají.